# FK Volotchanine Vychni Volotchiok
Maillots
Le Volotchanine Vychni Volotchiok (en russe : «Волочанин» Вышний Волочёк) est un club russe de football basé à Vychni Volotchiok fondé en 1989.
Il évolue notamment au sein de la troisième division russe entre 1992 et 1993 puis de 1998 à 2012.

## Histoire
Fondé en 1989, le club se produit dans un premier temps au sein du championnat de la RSFS de Russie. Il intègre en 1991 la quatrième division soviétique, terminant vingt-et-unième de la zone 6.
La chute de l'Union soviétique voit l'équipe être intégrée dans la nouvelle troisième division russe dès l'année suivante. Après avoir fini vingtième de la zone 4, elle est reléguée à l'issue de la saison 1993 du fait de la professionnalisation de la quatrième division qui voit une partie des clubs du troisième échelon y être envoyés.
Le club est repris à partir de 1996 par Mark Khassaïnov, également maire de Vychni Volotchiok. Sous sa direction, le club retrouve la troisième division en 1998 et s'y maintient pendant près de quatorze années, terminant notamment troisième du groupe Ouest en 2001. Perdant son fauteuil de maire durant l'été 2009, Khassaïnov quitte dans la foulée son poste de président en août 2009. Le club est par la suite marqué par de nombreux ennuis financiers qui amènent à sa relégation au terme de la saison 2011-2012, ainsi qu'à la perte de son statut professionnel. Après une saison au quatrième échelon, le Volotchanine est rétrogradé au niveau régional à partir de 2013, où il évolue depuis.

## Bilan sportif

### Classements en championnat
La frise ci-dessous résume les classements successifs du club en championnat.

### Bilan par saison
| Saison      | Championnat    | Championnat | Championnat | Championnat | Championnat | Championnat | Championnat | Championnat | Championnat | Championnat | Coupe de Russie |
| Saison      | Division       | Pos         | Pts         | J           | V           | N           | D           | BP          | BC          | Diff        | Coupe de Russie |
| ----------- | -------------- | ----------- | ----------- | ----------- | ----------- | ----------- | ----------- | ----------- | ----------- | ----------- | --------------- |
| 1991 (URSS) | 4e Zone 6      | 21e         | 23          | 42          | 7           | 9           | 26          | 22          | 67          | -45         | —               |
| 1992        | 3e Zone 4      | 20e         | 15          | 38          | 4           | 7           | 27          | 26          | 84          | -58         | —               |
| 1993        | 3e Zone 5      | 14e         | 19          | 30          | 9           | 1           | 20          | 38          | 55          | -17         | Troisième tour  |
| 1994        | 4e Zone 4      | 7e          | 25          | 24          | 9           | 7           | 8           | 26          | 30          | -4          | Premier tour    |
| 1995        | 4e Zone 4      | 10e         | 25          | 24          | 7           | 4           | 13          | 22          | 34          | -12         | —               |
| 1996        | 4e Zone 4      | 16e         | 22          | 30          | 6           | 4           | 20          | 19          | 59          | -40         | Deuxième tour   |
| 1997        | 4e Zone 4      | 10e         | 50          | 36          | 14          | 8           | 14          | 33          | 40          | -7          | Premier tour    |
| 1998        | 3e Ouest       | 14e         | 46          | 40          | 11          | 13          | 16          | 39          | 64          | -25         | Troisième tour  |
| 1999        | 3e Ouest       | 7e          | 61          | 38          | 17          | 10          | 11          | 46          | 35          | +11         | Deuxième tour   |
| 2000        | 3e Ouest       | 6e          | 57          | 36          | 16          | 9           | 11          | 36          | 28          | +8          | Deuxième tour   |
| 2001        | 3e Ouest       | 3e          | 72          | 38          | 20          | 12          | 6           | 45          | 21          | +24         | Deuxième tour   |
| 2002        | 3e Ouest       | 12e         | 55          | 38          | 13          | 16          | 9           | 52          | 48          | +4          | Premier tour    |
| 2003        | 3e Ouest       | 4e          | 55          | 36          | 17          | 10          | 9           | 41          | 22          | +19         | Premier tour    |
| 2004        | 3e Ouest       | 6e          | 53          | 32          | 14          | 11          | 7           | 41          | 22          | +19         | Troisième tour  |
| 2005        | 3e Ouest       | 4e          | 55          | 32          | 16          | 7           | 9           | 34          | 19          | +15         | Troisième tour  |
| 2006        | 3e Ouest       | 9e          | 51          | 34          | 13          | 12          | 9           | 34          | 26          | +8          | Deuxième tour   |
| 2007        | 3e Ouest       | 10e         | 36          | 30          | 9           | 9           | 12          | 32          | 42          | -10         | Troisième tour  |
| 2008        | 3e Ouest       | 13e         | 40          | 36          | 10          | 10          | 16          | 32          | 46          | -14         | Quatrième tour  |
| 2009        | 3e Ouest       | 9e          | 52          | 36          | 12          | 16          | 8           | 52          | 38          | +14         | Quatrième tour  |
| 2010        | 3e Ouest       | 7e          | 46          | 32          | 14          | 4           | 14          | 41          | 42          | -1          | Deuxième tour   |
| 2011-2012   | 3e Ouest       | 16e         | 20          | 45          | 4           | 8           | 33          | 26          | 89          | -63         | Deuxième tour   |
| 2011-2012   | 3e Ouest       | 16e         | 20          | 45          | 4           | 8           | 33          | 26          | 89          | -63         | Deuxième tour   |
| 2012-2013   | 4e Anneau d'or | 8e          | 20          | 14          | 6           | 2           | 6           | 26          | 25          | +1          | —               |
| 2013        | 5e Tver        | 1er         | 51          | 22          | 15          | 6           | 1           | 51          | 19          | +32         | —               |
| 2014        | 5e Tver        | 3e          | 48          | 22          | 15          | 3           | 4           | 61          | 21          | +40         | —               |
| 2015        | 5e Tver        | 2e          | 50          | 22          | 15          | 5           | 2           | 60          | 13          | +47         | —               |
| 2016        | 5e Tver        | 3e          | 46          | 22          | 14          | 4           | 4           | 64          | 21          | +43         | —               |
| 2017        | 5e Tver        | 4e          | 44          | 22          | 13          | 5           | 4           | 36          | 17          | +19         | —               |
| 2018        | 5e Tver        | 2e          | 49          | 22          | 15          | 4           | 3           | 55          | 16          | +39         | —               |

Légende
- Promotion en division supérieure
- Relégation en division inférieure